# Goudargues
Goudargues este o comună în departamentul Gard din sudul Franței. În 2009 avea o populație de 1.032 de locuitori.

## Evoluția populației
| An        | 1975 | 1982 | 1990 | 1999 | 2006 | 2009  |
| --------- | ---- | ---- | ---- | ---- | ---- | ----- |
| Populație | 612  | 680  | 788  | 945  | 996  | 1.032 |